# مصطفی هاشمی
مصطفی هاشمی (زاده ‎۱۸ شهریور ۱۳۴۱) بازیکن سابق و مربی بسکتبال اهل ایران است.
وی در جام ملت‌های بسکتبال آسیا ۱۹۸۳، جام ملت‌های بسکتبال آسیا ۱۹۸۵، جام ملت‌های بسکتبال آسیا ۱۹۸۹، بازی‌های آسیایی ۱۹۹۰ و جام ملت‌های بسکتبال آسیا ۱۹۹۱ عضو تیم ملی بسکتبال ایران بوده است.
هاشمی سابقه مربی‌گری در باشگاه‌های مهرام تهران ، دانشگاه آزاد، شیمیدر و دستیاری و سرمربیگری تیم ملی بسکتبال ایران را دارد.